# Europarlamentari della Germania della VII legislatura
Gli europarlamentari della Germania della VII legislatura, eletti in occasione delle elezioni europee del 2009, sono stati i seguenti.

## Composizione storica
| Europarlamentare             | Lista                                    | Gruppo    |
| ---------------------------- | ---------------------------------------- | --------- |
| Jan Philipp Albrecht         | Alleanza 90/I Verdi                      | Verdi/ALE |
| Alexander Alvaro             | Partito Liberale Democratico             | ALDE      |
| Burkhard Balz                | Unione Cristiano-Democratica di Germania | PPE       |
| Lothar Bisky                 | La Sinistra                              | GUE/NGL   |
| Reimer Böge                  | Unione Cristiano-Democratica di Germania | PPE       |
| Franziska Katharina Brantner | Alleanza 90/I Verdi                      | Verdi/ALE |
| Elmar Brok                   | Unione Cristiano-Democratica di Germania | PPE       |
| Udo Bullmann                 | Partito Socialdemocratico di Germania    | S&D       |
| Reinhard Bütikofer           | Alleanza 90/I Verdi                      | Verdi/ALE |
| Daniel Caspary               | Unione Cristiano-Democratica di Germania | PPE       |
| Jorgo Chatzimarkakis         | Partito Liberale Democratico             | ALDE      |
| Michael Cramer               | Alleanza 90/I Verdi                      | Verdi/ALE |
| Jürgen Creutzmann            | Partito Liberale Democratico             | ALDE      |
| Albert Dess                  | Unione Cristiano-Sociale in Baviera      | PPE       |
| Christian Ehler              | Unione Cristiano-Democratica di Germania | PPE       |
| Cornelia Ernst               | La Sinistra                              | GUE/NGL   |
| Ismail Ertug                 | Partito Socialdemocratico di Germania    | S&D       |
| Markus Ferber                | Unione Cristiano-Sociale in Baviera      | PPE       |
| Knut Fleckenstein            | Partito Socialdemocratico di Germania    | S&D       |
| Karl-Heinz Florenz           | Unione Cristiano-Democratica di Germania | PPE       |
| Michael Gahler               | Unione Cristiano-Democratica di Germania | PPE       |
| Evelyne Gebhardt             | Partito Socialdemocratico di Germania    | S&D       |
| Jens Geier                   | Partito Socialdemocratico di Germania    | S&D       |
| Sven Giegold                 | Alleanza 90/I Verdi                      | Verdi/ALE |
| Norbert Glante               | Partito Socialdemocratico di Germania    | S&D       |
| Ingeborg Grässle             | Unione Cristiano-Democratica di Germania | PPE       |
| Matthias Groote              | Partito Socialdemocratico di Germania    | S&D       |
| Gerald Häfner                | Alleanza 90/I Verdi                      | Verdi/ALE |
| Thomas Händel                | La Sinistra                              | GUE/NGL   |
| Rebecca Harms                | Alleanza 90/I Verdi                      | Verdi/ALE |
| Jutta Haug                   | Partito Socialdemocratico di Germania    | S&D       |
| Martin Häusling              | Alleanza 90/I Verdi                      | Verdi/ALE |
| Nadja Hirsch                 | Partito Liberale Democratico             | ALDE      |
| Monika Hohlmeier             | Unione Cristiano-Sociale in Baviera      | PPE       |
| Peter Jahr                   | Unione Cristiano-Democratica di Germania | PPE       |
| Elisabeth Jeggle             | Unione Cristiano-Democratica di Germania | PPE       |
| Petra Kammerevert            | Partito Socialdemocratico di Germania    | S&D       |
| Martin Kastler               | Unione Cristiano-Sociale in Baviera      | PPE       |
| Ska Keller                   | Alleanza 90/I Verdi                      | Verdi/ALE |
| Christa Klass                | Unione Cristiano-Democratica di Germania | PPE       |
| Wolf Klinz                   | Partito Liberale Democratico             | ALDE      |
| Jürgen Klute                 | La Sinistra                              | GUE/NGL   |
| Dieter-Lebrecht Koch         | Unione Cristiano-Democratica di Germania | PPE       |
| Silvana Koch-Mehrin          | Partito Liberale Democratico             | ALDE      |
| Holger Krahmer               | Partito Liberale Democratico             | ALDE      |
| Constanze Krehl              | Partito Socialdemocratico di Germania    | S&D       |
| Wolfgang Kreissl-Dörfler     | Partito Socialdemocratico di Germania    | S&D       |
| Werner Kuhn                  | Unione Cristiano-Democratica di Germania | PPE       |
| Alexander Graf Lambsdorff    | Partito Liberale Democratico             | ALDE      |
| Bernd Lange                  | Partito Socialdemocratico di Germania    | S&D       |
| Werner Langen                | Unione Cristiano-Democratica di Germania | PPE       |
| Kurt Lechner                 | Unione Cristiano-Democratica di Germania | PPE       |
| Klaus-Heiner Lehne           | Unione Cristiano-Democratica di Germania | PPE       |
| Jo Leinen                    | Partito Socialdemocratico di Germania    | S&D       |
| Peter Liese                  | Unione Cristiano-Democratica di Germania | PPE       |
| Barbara Lochbihler           | Alleanza 90/I Verdi                      | Verdi/ALE |
| Sabine Lösing                | La Sinistra                              | GUE/NGL   |
| Thomas Mann                  | Unione Cristiano-Democratica di Germania | PPE       |
| Hans-Peter Mayer             | Unione Cristiano-Democratica di Germania | PPE       |
| Gesine Meissner              | Partito Liberale Democratico             | ALDE      |
| Norbert Neuser               | Partito Socialdemocratico di Germania    | S&D       |
| Angelika Niebler             | Unione Cristiano-Sociale in Baviera      | PPE       |
| Doris Pack                   | Unione Cristiano-Democratica di Germania | PPE       |
| Markus Pieper                | Unione Cristiano-Democratica di Germania | PPE       |
| Bernd Posselt                | Unione Cristiano-Sociale in Baviera      | PPE       |
| Hans-Gert Pöttering          | Unione Cristiano-Democratica di Germania | PPE       |
| Godelieve Quisthoudt-Rowohl  | Unione Cristiano-Democratica di Germania | PPE       |
| Bernhard Rapkay              | Partito Socialdemocratico di Germania    | S&D       |
| Britta Reimers               | Partito Liberale Democratico             | ALDE      |
| Herbert Reul                 | Unione Cristiano-Democratica di Germania | PPE       |
| Ulrike Rodust                | Partito Socialdemocratico di Germania    | S&D       |
| Dagmar Roth-Behrendt         | Partito Socialdemocratico di Germania    | S&D       |
| Heide Rühle                  | Alleanza 90/I Verdi                      | Verdi/ALE |
| Horst Schnellhardt           | Unione Cristiano-Democratica di Germania | PPE       |
| Birgit Schnieber-Jastram     | Unione Cristiano-Democratica di Germania | PPE       |
| Helmut Scholz                | La Sinistra                              | GUE/NGL   |
| Elisabeth Schroedter         | Alleanza 90/I Verdi                      | Verdi/ALE |
| Martin Schulz                | Partito Socialdemocratico di Germania    | S&D       |
| Werner Schulz                | Alleanza 90/I Verdi                      | Verdi/ALE |
| Andreas Schwab               | Unione Cristiano-Democratica di Germania | PPE       |
| Peter Simon                  | Partito Socialdemocratico di Germania    | S&D       |
| Birgit Sippel                | Partito Socialdemocratico di Germania    | S&D       |
| Renate Sommer                | Unione Cristiano-Democratica di Germania | PPE       |
| Jutta Steinruck              | Partito Socialdemocratico di Germania    | S&D       |
| Alexandra Thein              | Partito Liberale Democratico             | ALDE      |
| Michael Theurer              | Partito Liberale Democratico             | ALDE      |
| Helga Trüpel                 | Alleanza 90/I Verdi                      | Verdi/ALE |
| Thomas Ulmer                 | Unione Cristiano-Democratica di Germania | PPE       |
| Sabine Verheyen              | Unione Cristiano-Democratica di Germania | PPE       |
| Axel Voss                    | Unione Cristiano-Democratica di Germania | PPE       |
| Manfred Weber                | Unione Cristiano-Sociale in Baviera      | PPE       |
| Barbara Weiler               | Partito Socialdemocratico di Germania    | S&D       |
| Anja Weisgerber              | Unione Cristiano-Sociale in Baviera      | PPE       |
| Kerstin Westphal             | Partito Socialdemocratico di Germania    | S&D       |
| Rainer Wieland               | Unione Cristiano-Democratica di Germania | PPE       |
| Sabine Wils                  | La Sinistra                              | GUE/NGL   |
| Hermann Winkler              | Unione Cristiano-Democratica di Germania | PPE       |
| Joachim Zeller               | Unione Cristiano-Democratica di Germania | PPE       |
| Gabriele Zimmer              | La Sinistra                              | GUE/NGL   |

## Modifiche intervenute

### Unione Cristiano-Democratica di Germania
- In data 17.03.2012 a Kurt Lechner subentra Birgit Collin-Langen.
- In data 12.03.2014 a Klaus-Heiner Lehne subentra Annette Koewius.

### Alleanza 90/I Verdi
- In data 31.10.2013 a Franziska Katharina Brantner subentra Hiltrud Breyer.

### La Sinistra
- In data 05.09.2013 a Lothar Bisky subentra Martina Michels.

### Unione Cristiano-Sociale in Baviera
- In data 30.10.2013 a Anja Weisgerber subentra Gabriele Stauner.